# Devil (canción)
«Devil» es una canción de la banda de rock estadounidense Shinedown. Fue lanzado el 7 de marzo de 2018 como el sencillo principal del sexto álbum de estudio Attention Attention (2018). La canción alcanzó el número 1 en la lista Billboard Mainstream Rock, su decimoprimer sencillo en hacerlo.

## Antecedentes
La canción se lanzó por primera vez el 7 de marzo de 2018 como el primer sencillo del sexto álbum de estudio de la banda, Attention Attention. El mismo día se lanzó un video musical que lo acompaña, que también incluye la pista de introducción "The Entrance" al comienzo del video. El video fue dirigido por Bill Yukich, quien anteriormente había dirigido los videos de Lemonade de Beyoncé para HBO.
La canción está incluida en la banda sonora de WWE 2K19 y Baron Corbin la seleccionó para aparecer en el juego. La canción también se incluyó en el tráiler cinemático de la temporada 3 de Apex Legends.

## Temas y composición
Líricamente, la canción ha sido descrita por Alternative Press como "una inmersión profunda en el corazón del miedo". Attention Attention es un álbum conceptual que detalla la progresión de una persona, desde estar en un espacio oscuro y negativo, hasta trabajar en sus problemas y finalmente progresar hasta convertirse en una persona nueva y más positiva; "Devil" es la segunda pista del álbum y la primera canción completamente formada después de la pista de introducción, colocándola en el lado más negativo del álbum. El líder Brent Smith describió el significado de la canción:

"Devil" se trata de tener miedo, "Devil" se trata de estar aterrorizado no solo de ti mismo, en algunos aspectos, sino del mundo que te rodea, y comprender que hay tantas cosas y tantas situaciones diferentes y personas y lugares y atmósferas y exposición a la que se enfrentan los seres humanos a diario, [y] el mundo puede ser un lugar realmente difícil de navegar. Así que ahí es donde comienza la historia.

Musicalmente, Loudwire describió la canción como una pared densa de calidad de sonido, y la describió como "un lamido de guitarra deslizante y un ritmo fuera de lugar"... coros de acompañamiento... capas de texturas de sintetizador, piano y guitarra".

## Posicionamiento en lista
| Lista (2018–19)                | Mejor posición |
| ------------------------------ | -------------- |
| US Mainstream Rock (Billboard) | 1              |